# Olimpia (São Paulo)
Olímpia es un municipio de Brasil perteneciente al estado de São Paulo. Se encuentra a una latitud de 20º44'14" Sur y a una longitud 48º54'53" Oeste, estando a una altitud de 506 metros. Su población estimada en 2004 era de 47 607 habitantes.

## Historia
- 1857 - Joaquim Antônio dos Santos, hombre valiente y de buen carácter, encuentra, en las márgenes de una ribera llena de pozos de agua, el lugar para vivir con su familia. Allí levanta una cruz y construye su casa, en tierras a las que denominó Hacienda Olhos d’Água. Tiempo después, otras familias, como Lima, Miranda, Braz, Medeiros, Clemêncio da Silva, Reis, Jesus y Campos, también se asientan.
- 1889 - Llega el ingeniero Robert John Reid, encargado de demarcar las tierras de la Hacienda Olhos d’Água. El ingeniero convence a los dueños de las tierras para que donen parte del territorio para formar un poblado. La primera donación viene de Joaquim Miguel dos Santos. Otras le siguen después.
- 1903 - El 2 de marzo es creado el patrimonio del poblado de São João Batista dos Olhos d’Água.
- 1905 - Se inaugura, el 29 de junio, la primera capilla, que vendría a ser destruida por un incendio el 4/8/1910.
- 1906 - El día 18 de diciembre, el poblado es elevado a la categoría de distrito del municipio de Barretos y recibe el nombre de Vila Olímpia, en homenaje a Maria Olímpia Rodrigues Vieria, ahijada del ingeniero Reid, nacida el 2/2/1897.
- 1907 - Es inaugurado el primer cine, Cine São João, de Miguel Haidar y Guilherme Costa.
- 1910 - El Capitán Narciso Bertolino funda la primera escuela del poblado. El primer grupo escolar vendría en 1919 y el Anita Costa en 1940.
- 1914 - Es inaugurado el cementerio São José y la ruta de ferrocarril São Paulo-Goiás llega a Olímpia.
- 1918 - Surge el diario A cidade de Olympia, de Fidelcino Pinheiro, teniendo como editor a Mário Vieira Marcondes (marido de Maria Olímpia), que se convirtió en el primer prefecto de la ciudad. En el diario trabajaba también Nino do Amaral, a quien se atribuyó la autoría del nombre “Cidade Menina-Moça”, dado a Olímpia.
- 1919 - Fecha de la creación Comarca de Olimpia, instalada el 10 de febrero del año siguiente.
- Fundación: 18 de diciembre de 1906

## Geografía
Posee un área de 805,79 km². 

### Demografía
Datos del censo - 2000
Población Total: 46.013
- Urbana: 42.643
- Rural: 3.370
- Hombres: 22.784
- Mujeres: 23.229

Densidad demográfica (hab./km²): 57,27
Mortalidad infantil hasta 1 año (por mil): 11,83
Expectativa de vida (años): 73,53
Tasa de fecundidad (hijos por mujer): 1,92
Tasa de Alfabetización: 91,37%
Índice de Desenvolvimiento Humano (IDH-M): 0,815
- IDH-M Renta: 0,752
- IDH-M Longevidad: 0,809
- IDH-M Educación: 0,885

### Hidrografía
- río Turvo
- río da Cachoeirinha